# Pilawa (osada leśna w powiecie piaseczyńskim)
Pilawa – osada leśna (leśniczówka) w Polsce położona w województwie mazowieckim, w powiecie piaseczyńskim, w gminie Piaseczno.
W latach 1975–1998 miejscowość należała administracyjnie do województwa warszawskiego.